# 劉餘祐
劉餘祐（1586年—1653年），字申徵，一字中徽，號玉孺、燕香居士，順天府宛平縣（今北京市）人，明末清初政治人物。

## 生平
二十一歲登明萬曆三十四年（1606年）丙午科順天鄉試舉人，四十四年（1616年）丙辰科進士。曾任嘉興、登封、河內縣知縣。天啓二年（1622年）升刑部四川司主事，四年主考四川鄉試，五年升刑部郎中，出為平陽府知府。崇禎元年（1629年），升任河南副使，三年升右參政，四年升陕西按察使，本年仍保留河南按察使，五年丁母憂，七年起浙江按察使，兵备杭嚴，歷山西右布政使、河南左布政使、應天府尹、工部右侍郎、兵部左侍郎等職。
甲申之變，明朝滅亡，劉餘祐附李自成，滿清入關後，又降清，仍授原官。順治五年（1648年）任兵部尚書，次年加太子太保。順治八年，改任刑部尚書，加少保。順治九年，官至戶部尚書；順治十年（1653年）因受賄被革職杖徒，永不敘用，不久卒。

## 著作
有《燕香齋文集》4卷、《詩集》6卷。

## 家族
曾祖刘通，祖劉寓，户部主事；父刘继祖，開封府知事。劉餘祐娶涿州馮盛明長女為妻。

## 外部連結
- 劉餘祐 （页面存档备份，存于）

| 官衔            | 官衔                                                                            | 官衔          |
| --------------- | ------------------------------------------------------------------------------- | ------------- |
| 前任： 陸獻明   | 明朝嘉興縣知縣 1617年－1619年                                                   | 繼任： 蔣允儀 |
| 前任： 邸存性   | 明朝河內縣知縣 天啟年間                                                         | 繼任： 張樞   |
| 前任： 唐詰     | 明朝登封縣知縣 天啟年間                                                         | 繼任： 袁致道 |
| 前任： 张维世   | 明朝平阳府知府 天啓五年-崇祯元年                                                | 繼任： 洪敷教 |
| 前任： 王心一   | 明朝應天府府尹 1638年－1639年                                                   | 繼任： 戈允禮 |
| 前任： 職務新創 | 兵部漢尚書 顺治五年七月丁丑－順治八年閏二月甲寅 （1648年9月1日－1651年3月27日） | 繼任： 金之俊 |
| 前任： 崇雅     | 戶部漢尚書 順治九年十月壬子－順治十年二月辛酉 （1652年11月14日－1653年3月23日） | 繼任： 陳之遴 |